# Садистські вірші
Садистські віршики («садюшки») — жанр дитячого фольклору з елементами чорного гумору. Виник в Радянському Союзі у 1970-х роках, пік популярності припав на останню чверть XX століття.
Віршики складаються з чотирьох, іноді двох рядків, і є переважно анонімними. Їх зміст часто побудований на порушенні заборони дорослих, і так чи інакше пов'язаний зі смертю. Комічний ефект у «садюшках» заснований на суперечності між поведінкою і почуттями його героїв та усталеними моральними нормами і принципами; високі цінності і уявлення профанізуються і нейтралізуються надмірними перебільшеннями, доведеними до абсурду.
Дослідниця М. Череднікова зауважує, що у садистських віршиках долається міфологічна свідомість дитинства, новий рівень свідомості сприяє розумінню тієї негативної частини програми поведінки дорослих, за якою кожний самостійний крок дитини обов'язково загрожував їй смертю.
Вважається, що садистські віршики спочатку перейшли від студентів до старшокласників, потім до школярів середнього віку, й дедалі «молодіють». Також є свідчення, що у кінці 1970-х — початку 1980-х років у студентському середовищі співали під гітару складені за мотивами радянських пісень куплети (т. зв. «садистські віршики»). Поширеність «садюшок» пов'язана, зокрема, із загальною дегуманізацією суспільства. Сьогодні вони втрачають популярність, натомість почали виникати ігрові тексти, які пародіюють «жорстокі віршики».
Явище «садистських віршів» не є чимось суто російським чи українським, подібні елементи дитячого чи шкільного фольклору можна зустріти і в інших країнах світу. Зокрема у Німеччині поширені дворядкові віршики подібної стилістики, наприклад «Alle Kinder stehen vor dem Abgrund Außer Peter, der geht noch 'nen Meter» («Усі діти стоять перед проваллям, лише не Петер, він пройшов ще метр»).

## Приклади
| Весело було, як батька ховали: Музика грала, цукерки давали; Таткові ноги в труну не влізали, От ми сміялись, як їх відрізали. | В поле нейтронная бомба лежала, Танечка тихо на кнопку нажала, Некому выругать Танечку эту: Спит вечным сном голубая планета. | Девочка-эмо сидит на трубе, Мечтает о смерти, скорбит о судьбе. И — вдруг труба взрывается! Газпром. Мечты сбываются. |